# Opritjnik (opera)

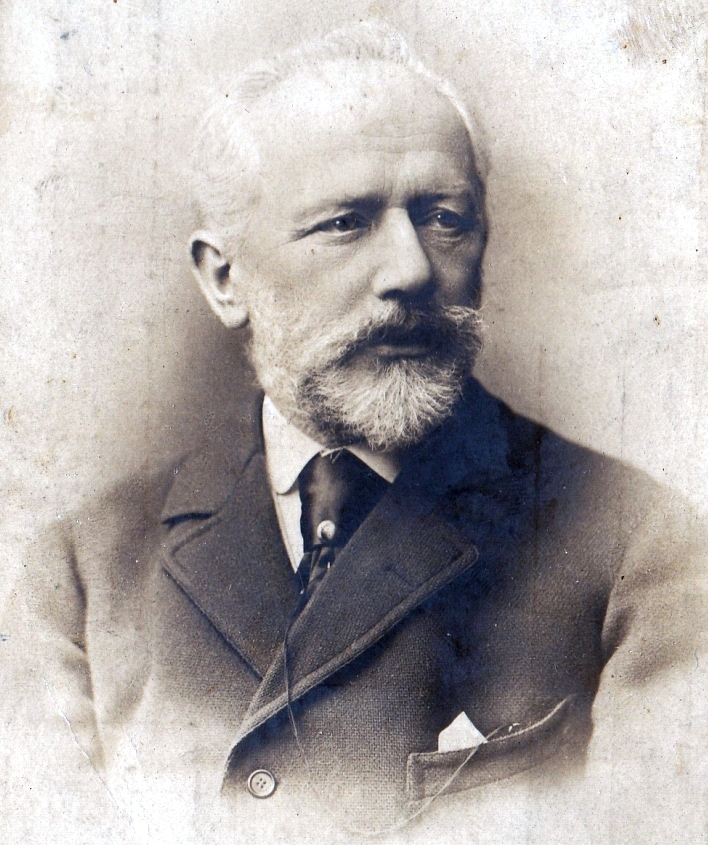
Pjotr Tjajkovskij

Opritjnik (ryska: Опричник, Oprichnik) är en opera i fyra akter med musik av Pjotr Tjajkovskij. Librettot skrevs av tonsättaren och bygger på Ivan Lazjetjnikovs tragedi med samma namn (1840).

## Historia
Tjajkovskij arbetade på operan från februari 1870 till april 1872. Den skulle bli hans första framgång på operascenen men också ett tveeggat svärd då han under repetitionerna kom att avsky verket innerligt. Operan hade premiär den 24 april 1874 på Mariinskijteatern i Sankt Petersburg och på Bolsjojteatern i Moskva den 16 maj. Mot slutet av sitt liv försökte han avvisa alla försök till nyuppsättningar med förklaringen att han tänkte revidera verket, trots att han aldrig hade några sådana tankar.
Tjajkovskij återanvände så mycket musik han kunde från sin första opera Vojvoden och akt I av Opritjnik anpassades särskilt för att passa in i det formatet. 

## Personer
- Furst Zjemtjuzjnij (basstämma)
- Natalja, hans dotter (sopran)
- Molchan Mitkov, Nataljas brudgum (bas)
- Bojarskan Morozova, änka (mezzosopran)
- Andrej Morozov, hennes son (tenor)
- Basmanov, en ung opritjnik (kontraalt)
- Furst Vjazminskij (baryton)
- Zacharjevna (sopran)

## Handling
Akt I

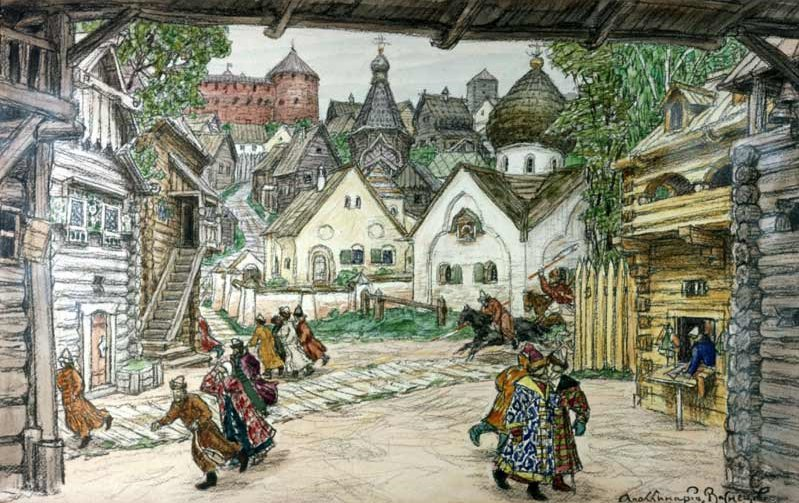
Dekor målad av Apollinarij Vasnetsov 1911.

Furst Zjemtjuzjnij beslutar att hans dotter Natalja ska gifta sig med den äldre Mitkov. Natalja är missnöjd ty hon älskar Andrej, vars familj har ruinerats av hennes fader. Andrej berättar för sin vän Basmanov att han har beslutat sig för att bli en opritjnik, tsar Ivan den förskräckliges personliga livvakt. På så sätt hoppas han kunna få tsaren att skipa rätt.
Akt II
Andrejs moder oroar sig för sonens samröre med Basmanov, som redan tillhör opritjnikerna. Andrej förtiger skälet till varför han vill gå med. Furst Vjazminskij, som var dödsfiende till Andrejs fader, är rasande över att tsaren ämnar anta Andrej. Vjazminskij förestavar eden för Andrej, som vet att det innebär döden att bryta den. Men han blir mållös när han inser att han även måste förskjuta både modern och Natalja.
Akt III
Ovetande om allt detta förhandlar bojarskan med Zjemtjuzjnij om sonens eventuella giftermål med Natalja. Fursten vägrar. Andrej gör entre tillsammans med de andra livvakterna. När modern inser att sonen har blivit en opritjnik förbannar hon honom. Basmanov uppmanar Andrej att be tsaren lösa honom från sitt löfte.
Akt IV
Tsaren går med på Andrejs önskan och bröllopet planeras. Men ett meddelande anländer från tsaren att han önskar se bruden - ensam. Andrej vägrar och förbannar tsaren. Han arresteras och Vjazminskij skickar efter bojarskan. Hon bevittnar sonens avrättning varpå hon faller livlös till marken.